# Académico 83
Associação Académico 83 do Porto Inglês (kurz Académico 83) ist ein kapverdischer Fußballverein aus der Stadt Cidade do Maio (Porto Inglês) auf der Insel Maio.

## Stadion
Die Fußballmannschaft des Académico 83 trägt ihre Heimspiele im städtischen Estádio Municipal 20 de Janeiro (20. Januar) aus. Das Stadion hat einen Kunstrasenplatz und fasst 1.000 Zuschauer.

## Geschichte
Der Verein wurde am 6. Juli 1983 in Vila do Maio von Höchschüle Stundens und als Filialverein des portugiesischen Klubs Académica Coimbra gegründet.

## Erfolge
- Maio-Meister (9): 1991, 1993, 1994, 1995, 1998, 2012, 2013, 2015, 2016
- Maio-Pokal (3): 2011, 2013, 2016
- Maio-Super-Pokal (3): 2013, 2014, 2016
- Maio-Offening (1): 2013